# Ligue de défense australienne
La Ligue de défense australienne (en anglais : Australian Defence League, ADL) est un gang de rue nationaliste blanc d'extrême droite. Le groupe est islamophobe et a été impliqué dans des menaces terroristes, des abus, des doxx et du harcèlement à l'encontre de la communauté musulmane australienne. Le gang a été fondé à Sydney en 2009 en tant que branche de la English Defence League.

## Historique
L'ADL a été fondée en 2009 en tant qu'organisation à but non lucratif enregistrée. Elle a été fondée comme une branche de la English Defence League. Il a été dirigé par Ralph Cerminera jusqu'à ce qu'il démissionne de son poste en 2014, après avoir été reconnu coupable d'agression. En mars 2019, Cerminera a été condamné à 9 mois de prison pour avoir agressé son voisin. Il est remplacé à la tête du groupe par Chris Rothwell.

## Activités

### Manifestations de la mosquée de Bendigo
En 2014 et 2015, l'organisation a participé aux manifestations Voices of Bendigo et Stop the Mosques Bendigo. Le groupe fait partie d'un certain nombre de groupes islamophobes d'extrême droite, dont Q Society, Reclaim Australia, True Blue Crew et le United Patriots Front, qui s'opposent à la construction d'une mosquée et d'un centre communautaire islamique coûtant trois millions de dollars à Bendigo,.

## Controverses
En 2014, le groupe a fait l'objet d'une attention nationale après la révélation que des membres et des partisans de l'ADL avaient harcelé et photographié des femmes musulmanes dans des transports en commun, insulté des musulmans, affiché des affiches anti-islamiques devant les mosquées et menacé de faire exploser une école islamique.
Plus tard en 2014, en représailles ce que la police qualifiait d'attentat à la bombe, la maison de Nathan Abela, ancien président de l'ADL, a essuyé des tirs. Sous la pression des personnes associées à la campagne #illridewithyou, Facebook a fermé les pages de l'ADL.
Le 22 décembre 2014, deux membres de l'ADL ont participé à une bagarre devant la mosquée Lakemba de Sydney, et furent arrêtés et inculpés d'effroi et de comportement offensant. Ils ont par la suite été condamnés et emprisonnés pendant cinq semaines,.